# Léon Trulin
 (janvier 2018).
Si vous disposez d'ouvrages ou d'articles de référence ou si vous connaissez des sites web de qualité traitant du thème abordé ici, merci de compléter l'article en donnant les références utiles à sa vérifiabilité et en les liant à la section « Notes et références ».
Léon Trulin, né en 1897 à Ath en Belgique et mort le 8 novembre 1915 à Lille en France, est un agent de renseignement belge, fusillé, à 18 ans, par les autorités militaires allemandes pour espionnage, durant la Première Guerre mondiale.

## Biographie

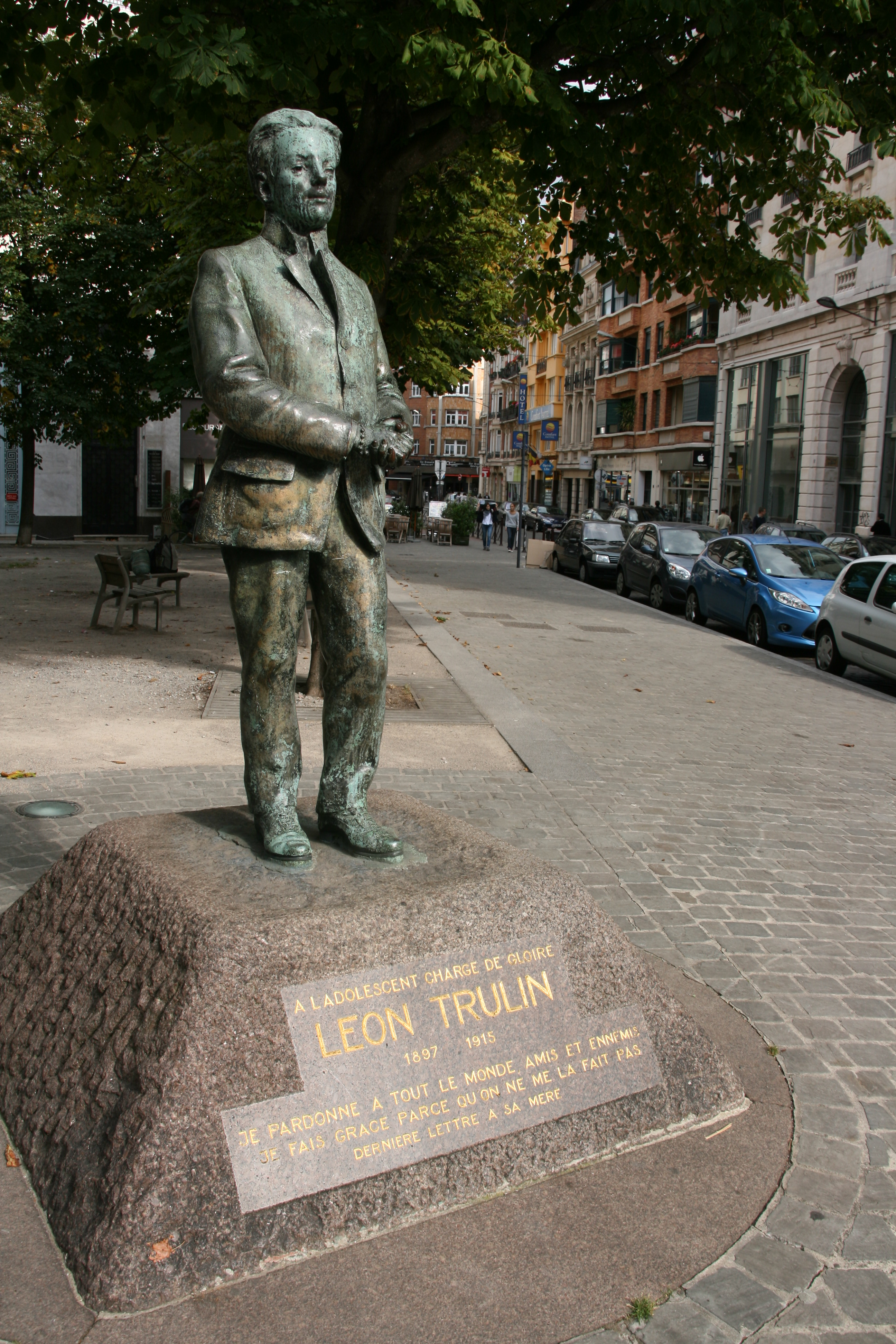
Léon Trulin, par Edgar Boutry indiquant la date de naissance en 1897

Léon Trulin est né à Ath, en Belgique le 2 juin 1897. Il était l’avant-dernier d’une famille qui comptait huit enfants. Son père était plombier-zingueur, sa mère ouvrière en fourrure. À la mort de son père, âgé de 43 ans, la famille quitta sa ville natale pour s'installer à La Madeleine, puis Lille. Élevé dans le catholicisme, Léon fréquenta cependant les écoles laïques (Victor Hugo à La Madeleine et Monge à Lille).
En juin 1910, pour aider sa famille à surmonter sa misère, il est engagé comme apprenti dans une usine de pelleterie et de fourrures. Il est blessé dans un accident de travail. Durant sa longue convalescence (8 mois), il lit énormément et acquiert une culture rare pour un ouvrier de l'époque.
À sa guérison, il trouve du travail dans une usine de métallisation. Le soir, il suit des cours de dactylographie et s'inscrit à l'école des Beaux-Arts. Il devient employé.
Le 31 juillet 1914, la guerre éclate. En juin 1915, Léon Trulin gagne l'Angleterre pour s'engager dans l'armée belge qui refuse ses services en raison de son aspect maladif. Il accepte alors des missions de renseignements et se rend plusieurs fois dans le Nord de la France. Avec son ami Raymond Derain, il crée le système "Noël Lurtin" (anagramme de son nom) ou Léon 143. D'Ath à Bruxelles, d'Anvers à la frontière néerlandaise, ils glanent de précieux renseignements.
Dans la nuit du 3 au 4 octobre 1915, Raymond et Léon, venant d'Anvers, se dirigent vers Putte-Kapellen, sur la frontière belgo-néerlandaise. En traversant des fils barbelés et électrifiés, ils sont arrêtés par une patrouille allemande. Ils sont conduits à la prison des Béguines à Anvers. Léon occupe la cellule 176, du 4 au 12 octobre 1915. Le 12 octobre au soir, il est transféré à la citadelle de Lille. Il y retrouve ses compagnons de résistance.
Le 5 novembre 1915, au terme d'une audience sommaire, dans la salle du Tribunal militaire allemand, installé dans les bureaux du journal La Dépêche, rue Nationale, le verdict est rendu : Léon Trulin, Marcel Gotti et Raymond Derain sont condamnés à mort. Lucien Dewalf, Marcel Lemaire et André Hermann écopent de quinze ans de prison et cinq ans de perte des droits civiques. Marcel Denèque est acquitté. La sentence est soumise, deux jours plus tard, au maître tout puissant de la ville de Lille, le général-gouverneur de Lille von Heinrich, qui entérine la mise à mort de Léon Trulin (18 ans), sans qu'aucun recours en grâce ne puisse être effectué, commue les peines de mort de Raymond Derain (18 ans) et de Marcel Gotti (15 ans) en travaux forcés à perpétuité, maintient les 15 ans de réclusion de Lucien Deswaf (18 ans), de Marcel Lemaire (17 ans) et d'André Hermann (17 ans), en leur ôtant, toutefois, la perte du droit civique, et l'acquittement de Marcel Denèque (17 ans).
Quand on lui a signifié le jugement, Léon Trulin a dit simplement: « J'ai fait ça pour ma patrie ». Puis, il a écrit sur son petit carnet : « Le 7 novembre 1915, à 4 h 10, heure française, reçu arrêt de mort vers 3 h 1/4 ». Et au-dessous ces lignes : « Je meurs pour la patrie et sans regret. Simplement je suis fort triste pour ma chère mère et mes frères et sœurs qui subissent le sort sans en être coupables ».
Le 8 novembre, dans les fossés de la Citadelle, le jeune Trulin, que le bâtonnier lillois Philippe Kah appela L'adolescent chargé de gloire dans le livre qu'il lui consacra, est fusillé de douze balles.

## Mémoire

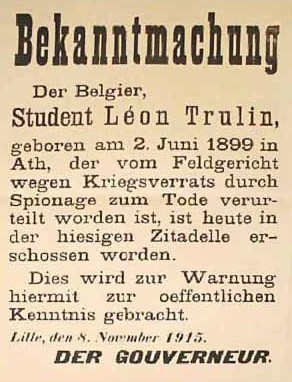
L'avis d'exécution de Léon Trulin. La date de naissance, erronée, est sans doute basée sur celle que Trulin a fait inscrire sur sa carte d'identité afin de se rajeunir.
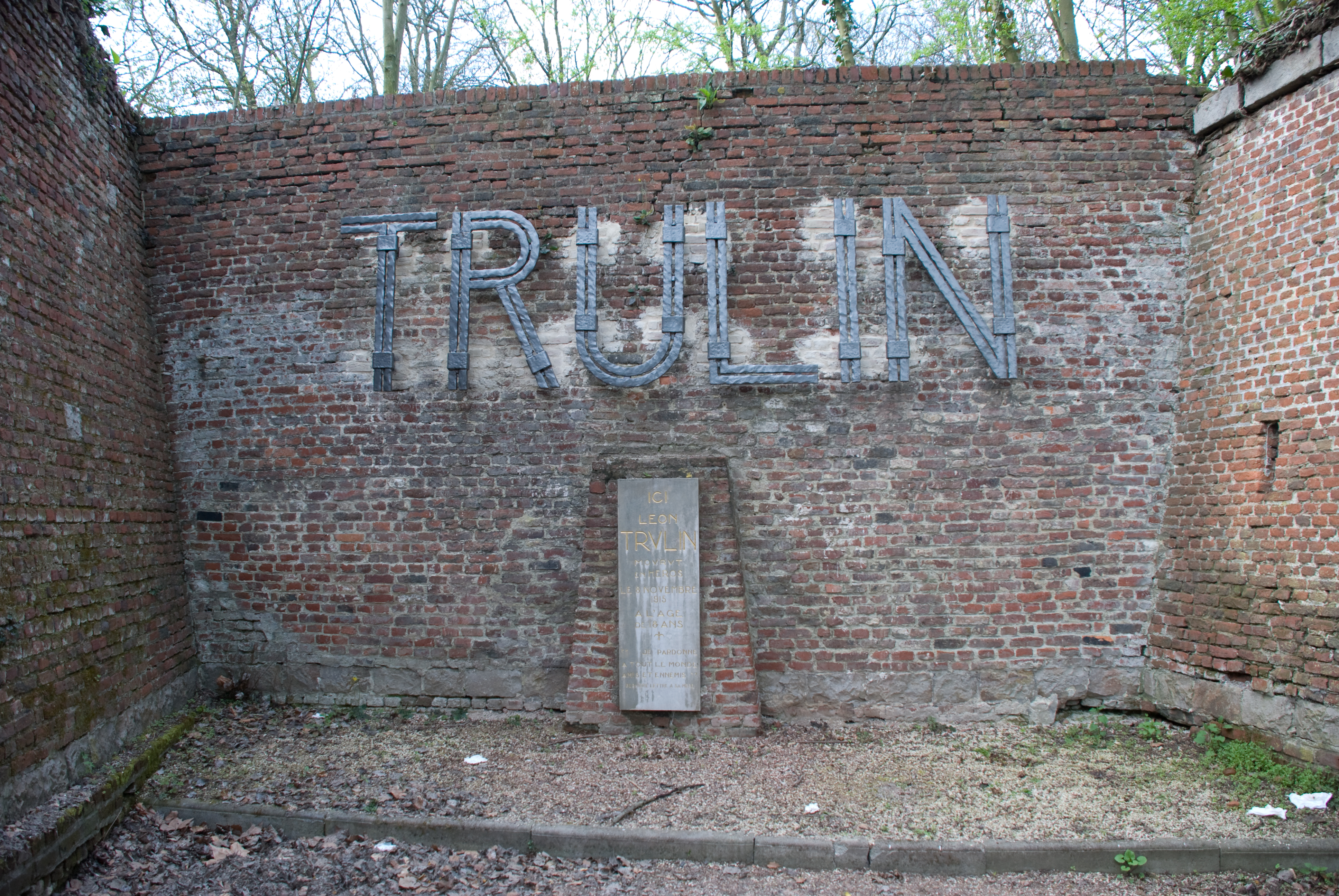
Monument sur le mur septentrional de la citadelle
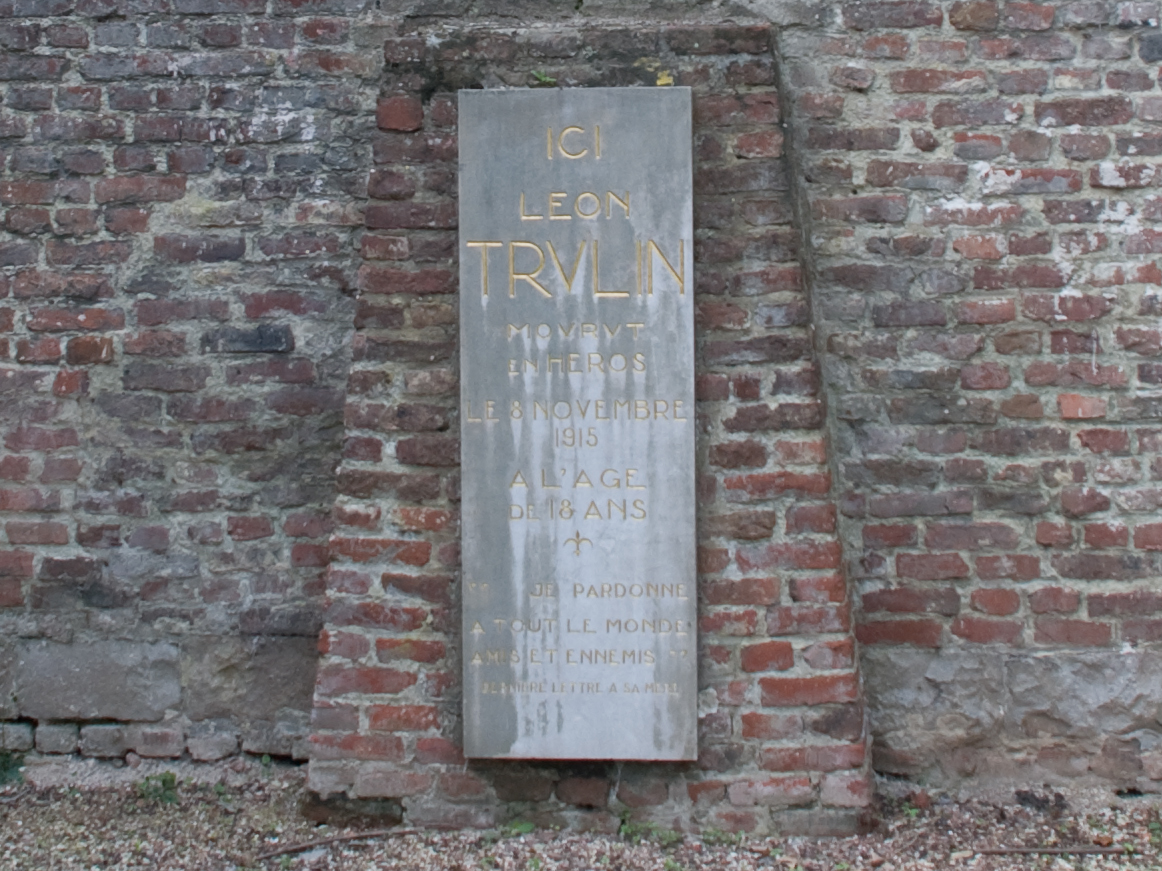
La plaque commémorative

Quatre monuments dont trois statues perpétuent sa mémoire à Lille :
- Statue dans le groupe statuaire Les Fusillés lillois, par Félix-Alexandre Desruelles, square Daubenton. Ce monument fut inauguré le 31 mars 1929.
- Statue par Edgar Boutry, inaugurée en 1934 sur l'avenue du Peuple-Belge, déplacée en 2003 rue Léon-Trulin.
- Inscription « TRULIN » en grandes lettres de métal et plaque commémorative sur les lieux de son exécution, le mur septentrional de la citadelle. Le texte de l'inscription, en lettres dorées sur plaque de béton, est le suivant : « Ici Leon Trvlin movrvt en heros le 8 novembre 1915 a l'age de 18 ans / "je pardonne a tout le monde, amis et ennemis" / derniere lettre a sa mere ».
- Statue par Félix-Alexandre Desruelles, au cimetière de l'Est, allée K7